# Гипервентиляция
Гипервентиляция (от др.-греч. ὑπέρ — над, сверху + лат. ventilatio — проветривание) — интенсивное дыхание, которое превышает потребности организма в кислороде. Различают гипервентиляцию как симптом заболевания и гипервентиляцию в дайвинге (контролируемую и неконтролируемую). Также на основе гипервентиляции существуют специальные дыхательные техники.

## Физиология гипервентиляции
Дыхание осуществляет газообмен между внешней средой и альвеолярным воздухом, состав которого в нормальных условиях варьирует в узком диапазоне. При гипервентиляции содержание кислорода повышается (на 40-50% от исходного), но при дальнейшей гипервентиляции (около минуты и более) содержание CO2 в альвеолах значительно снижается, в результате чего уровень углекислоты в крови падает ниже нормального (такое состояние называется гипокапния). Гипокапния в легких при углубленном дыхании сдвигает pH в щелочную сторону, что изменяет активность ферментов и витаминов. Это изменение активности регуляторов обмена веществ нарушает нормальное протекание обменных процессов и ведет к гибели клеток. Для сохранения постоянства CO2 в легких имеются следующие механизмы защиты:
- спазмы бронхов и сосудов;
- увеличение продукции холестерина в печени как биологического изолятора, уплотняющего клеточные мембраны в легких и сосудах;
- снижение артериального давления (гипотония), тормозящее выведение СО2 из организма.

Но спазмы бронхов и сосудов уменьшают приток кислорода к клеткам мозга, сердца, почек и других органов.
Уменьшение концентрации СО2 в крови повышает связь кислорода и гемоглобина и затрудняет поступление кислорода в клетки (эффект Вериго — Бора). Уменьшение кислородного притока в ткани вызывает кислородное голодание тканей — гипоксию. Гипоксия в свою очередь приводит сначала к потере сознания, а потом к смерти тканей головного мозга.

## Гипервентиляция во фридайвинге

### Контролируемая гипервентиляция
Эффективное использование лёгких является первостепенным фактором во фридайвинге. Для повышения запаса воздуха перед погружением используется контролируемая гипервентиляция — фридайвер делает несколько глубоких и быстрых вдохов-выдохов (ни в коем случае не допуская гипокапнии) и ныряет на вдохе. Излишняя гипервентиляция перед погружением может привести к потере сознания на малой глубине (и таким образом стать неконтролируемой).

### Неконтролируемая гипервентиляция
Неконтролируемая гипервентиляция может происходить вследствие любой физической нагрузки и приводит к нежелательной гипоксии мозга. Так, это может быть при беге, езде на велосипеде, но особенно опасно при интенсивном плавании, поскольку в последнем случае потеря сознания приведёт к утоплению.

### Профилактика потери сознания при гипервентиляции
Для большинства здоровых людей первыми признаками гипоксии являются предобморочное затуманивание или бессознательное состояние, состояние тревоги, отсутствие телесных ощущений, которые по неопытности могут быть замечены слишком поздно. Но при своевременном обнаружении симптомов достаточно прекратить плавание на поверхности воды, перевернуться на спину и задержать дыхание на вдохе, пока не произойдет накопление углекислоты в крови и тканях мозга.

## Гипервентиляция как дыхательная техника
Использование дыхательных техник, основанных на гипервентиляции (таких как холотропное дыхание), позволяет входить в изменённое состояние сознания. Однако подобные методики предназначены для эпизодического использования.

## Гипервентиляция как симптом заболевания
Возникает при тахипноэ (учащённом поверхностном дыхании) без уменьшения дыхательного объёма, при этом наступает увеличение минутного объёма дыхания и альвеолярной вентиляции. Различают хроническую (гипервентиляционный синдром) и временную гипервентиляцию. Существуют различные причины, вызывающие гипервентиляцию, в частности неврологические и психические расстройства. В большинстве случаев причиной становится нервное напряжение. Приступ может длиться часами, но обычная продолжительность приступа гипервентиляции составляет 20-30 минут. Одним из способов прервать подобный приступ (а иногда и предупредить его) может быть дыхание в бумажный пакет, что позволяет возместить выдохнутую больным двуокись углерода.